# Іванова Анастасія Семенівна
Анастасія Семенівна Іванова (нар. 24 липня 1958, Адлер, Російська РФСР, СРСР — пом. 3 червня 1993, Москва, Росія) — радянська та російська актриса театру та кіно, найбільш відома за роль Ліди у фільмі "Не можу сказати «прощавай».

## Біографія
1979 року закінчила Школу-Студію МХАТ на курсі у Віктора Монюкова. Працювала у Володимирському театрі драми, потім — у Московському Новому драматичному театрі та у театрі «Сфера». Після успіху фільму «Не можу сказати прощавай» Анастасія Іванова стала відомою, але в кіно її практично більше не запрошували.
Була одружена з актором Борисом Невзоровим. Їхній роман розпочався на зйомках фільму «Не можу сказати „прощавай“». А через півтора роки у акторської пари народилася донька Поліна. Через роки їхня дочка збиралася вступати до театрального, але батько зумів її відмовити. Дочка вступила в медичний, тим самим реалізувавши нездійснену мрію матері.
У 1984 році її запросили зніматися у фільмі «Батальйони просять вогню», але керівництво замінило частину акторів, зокрема Іванову. За словами Невзорова, «Для неї це була велика трагедія. Вона її підкосила». Під час перебудови скромні романтичні героїні, для яких ідеально підходила Анастасія Іванова, опинилися в кінематографі не затребувані. Надалі знялася лише у невеликих ролях у двох фільмах, причому один із них був дебютною режисерською роботою її чоловіка.
3 червня 1993 року Анастасія Іванова була вбита у своїй квартирі на Делегатській вулиці в Москві. Слідство встановило, що вбивця був знайомий Івановій, бо вона його впустила у квартиру. Основним підозрюваним був 30-річний Сергій Просвєтов, родич актора Олександра Савченко, з яким Іванова знімалася у фільмі «Не можу сказати „прощавай“», який на той час відсидів 10 років за вбивство іншої актриси. Імовірно, він зайшов до Іванової на підставі згадати Олександра Савченка, який помер за рік до цього. Коли Іванова впустила його і стала накривати на стіл, Просвіт наніс їй два ножових поранення, а потім задушив. Злочинець забрав старий відеомагнітофон та кілька дешевих кілець. За гарячими слідами злочинця затримати не вдалося. Пізніше Просвітів був убитий під час побутової сварки сином своєї коханки.
Похована у Сергієвому Посаді на старому Міському цвинтарі.

## Творчість

### Фільмографія
1. 1982 — Не можу сказати «прощавай» — Ліда
2. 1982 — Дихання грози — Параска
3. 1983 — Горобець на льоду — Лідія Сергіївна, вчителька російської мови та літератури
4. 1990 — Хлопчики — Варвара Миколаївна
5. 1993 — У попа був собака…